# Mother, Jugs & Speed
Mother, Jugs & Speed (conocida en español como El Madre, la Melones y el Ruedas en España y Manicomio sobre ruedas en Hispanoamérica) es una película de comedia negra estadounidense de 1976 dirigida por Peter Yates y protagonizada por Bill Cosby, Raquel Welch, Harvey Keitel y Larry Hagman como empleados de un servicio de ambulancia independiente que intenta sobrevivir en Los Ángeles.

## Argumento
La compañía de ambulancias F+B está inmersa en una intensa batalla con la compañía de ambulancias Unity para ganar un contrato con la ciudad para brindar servicio de ambulancia a un territorio dentro de Los Ángeles. Su conductor estrella es «Mother» Tucker (traducido en España como «El Madre») (Bill Cosby), un talentoso antihéroe que bebe alcohol cuando está de servicio, acosa a las monjas y se comporta descaradamente con prácticamente todos los que conoce, incluido su compañero Leroy (Bruce Davison). De hecho, toda la compañía es una banda de inadaptados, incluidos el hipersexual John Murdoch (Larry Hagman), su socio Walker (Michael McManus), el estudiante de medicina Bliss (Allan Warnick) y el impetuoso tejano «Rodeo» Moxey (Dick Butkus). La despachadora de radio que atiende las llamadas entrantes de servicio en la centralita es Jennifer ( Raquel Welch ), a quien por su amplio pecho los conductores apodan «Jugs» (traducido en España como «La Melones»). Harry «Doughnut» Fishbine (Allen Garfield) dirige la empresa, utilizando ocasionalmente medios clandestinos (como sobornos) para mantener un flujo de ingresos.
Cuando Walker resulta herido después de caer por una escalera en una llamada, Harry Fishbine contrata a Tony Malatesta (Harvey Keitel), un detective de sheriff caído en desgracia y exconductor de ambulancia de la guerra de Vietnam . Al enterarse de que Tony ha sido suspendido de la fuerza del sheriff debido a las acusaciones de que vendió cocaína a menores, Mother lo apoda «Speed» (traducido en España como «El Ruedas», en referencia a su velocidad al conducir). Speed está inicialmente emparejado con Murdoch, aunque su asociación se tensa cuando Speed debe evitar que Murdoch viole a una estudiante universitaria inconsciente que ha tomado una sobredosis de secobarbital. En una llamada de emergencia falsa, Leroy es asesinado a tiros por una drogadicta (Toni Basil) que exige drogas. Cuando Mother apunta con un arma a la yonqui, la yonqui se suicida. Más tarde esa noche, Mother, borracho, ataca a Murdoch por afirmar que la muerte de Leroy «no cuenta»; aunque Murdoch afirma esto con respecto al número de cadáveres con el que los conductores de ambulancias realizan apuestas, Madre lo percibe como un ataque al carácter de su compañero muerto. Harry luego asocia a Speed con Mother para aliviar su escasez de conductores.
Mientras tanto, Jugs ha obtenido sus certificaciones de Técnico en Emergencias Médicas (EMT) y conductora de ambulancia, y se abre camino en el plantel activo de F+B con amenazas de demandas por discriminación sexual. Cuando Speed finge una lesión para evitar el arresto de Jugs por mal uso de una ambulancia, los dos se enamoran. Aunque Jugs demuestra ser una EMT capaz, pierde los nervios después de que una mujer embarazada bajo su cuidado sufre una hemorragia obstétrica severa y muere desangrada en la ambulancia de Mother. Jugs se recluye después hasta que Mother la aconseja y le da el coraje para volver al trabajo.
En una reunión del ayuntamiento, el concejal Warren informa a los propietarios de Unity y F+B que no se les adjudicará el contrato, sino que se adjudicará a una empresa establecida más grande. Para salvar sus negocios, el propietario de Unity, Charles Taylor, propone que sus dos empresas se fusionen. Aunque el concejal está de acuerdo con la fusión, Fishbine no lo está. La discusión es interrumpida por una llamada de emergencia: Murdoch, intoxicado y armado con una pistola, irrumpió en la oficina del garaje de autobuses de F+B con Walker y retiene a la Sra. Fishbine de rehén. Todas las ambulancias de Unity y F+B descienden al garaje de F+B; al llegar, Murdoch abre fuego e impacta a Speed en el hombro. Cuando Mother entra en los terrenos del garaje para rescatar su ambulancia, se encuentra cara a cara con Murdoch; Murdoch intenta dispararle a Mother, pero su arma está vacía. Un ayudante del sheriff luego dispara y mata a Murdoch.
A raíz de este incidente, F+B se fusiona con Unity, formando la compañía de ambulancias Fishbine + Unity (F+U), con sede en el antiguo garaje de F+B. (El nuevo acrónimo de la empresa también es una abreviatura en argot del inglés fuck you, «vete a la mierda»; el antiguo acrónimo F+B significaba «Fish + Bine».) Speed, que ha sido absuelto de todos los cargos, es reincorporado a la fuerza policial, aunque sigue teniendo una relación sentimental con Jugs. Jugs es relegada inicialmente a tareas de centralita nuevamente, hasta que Mother insiste en que se convierta en su nueva compañera. Los dos se marchan juntos, y Mother acosa a las monjas una vez más cuando termina la película.

## Reparto
- Bill Cosby como «Mother» Tucker.
- Raquel Welch como Jennifer «Jugs».
- Harvey Keitel como Tony «Speed» Malatesta.
- Allen Garfield como Harry «Doughnut» Fishbine.
- Larry Hagman como John Murdoch.
- Michael McManus como Hal Walker.
- Allan Warnick como Arthur Bliss.
- Bruce Davison como Leroy.
- Dick Butkus como «Rodeo Moxey».
- L. Q. Jones como el sheriff Davey.
- Ric Carrott como el diputado Harvey Warnicker.
- Bill Henderson como Charles Taylor.
- Valerie Curtin como la Sra. Fishbine.
- Milt Kamen como Barney, propietario del puesto de hamburguesas.
- Toni Basil como la drogadicta que mata a Leroy.

Originalmente había un papel escrito para la luchadora profesional Lillian Ellison (The Fabulous Moolah) en la película, pero tuvo que abandonar el papel debido a una infección de la vesícula biliar.

## Versión para televisión
20th Century Fox intentó convertir la película en una serie de televisión, aunque ninguno de los actores originales participó. El programa se tituló Mother, Juggs & Speed con una doble «g» porque la cadena no permitiría que el personaje principal femenino tuviera un nombre que hiciera referencia explícita a sus senos. En cambio, los productores agregaron el concepto de que el apodo de Jennifer fue tomado de su apellido real, Juggston. La serie no fue tomada, pero ABC transmitió el piloto como un especial único el jueves 17 de agosto de 1978.

## Producción
Joseph Barbera, la mitad del legendario dúo de creadores de dibujos animados Hanna-Barbera, se desempeñó como productor ejecutivo de esta película. Tom Mankiewicz dice que fue idea de Barbera hacer una película sobre la conducción de ambulancias. Tenía un trato con 20th Century Fox, que pagó a un escritor para que desarrollara un guion. Mankiewicz, entonces conocido por escribir varias películas James Bond, se interesó y fue contratado. Investigó sobre el tema y escribió su propio guion, y luego adjuntó a Peter Yates como director. Alan Ladd Jr., entonces jefe de producción de Fox, dijo que haría la película si pudiera hacerse por menos de $3 millones.
Yates y Mankiewicz pensaron que el papel principal de Mother Tucker era perfecto para Gene Hackman y le ofrecieron el papel, pero Hackman estaba exhausto por trabajar en Lucky Lady y lo rechazó. Sin embargo, recomendó a Bill Cosby como alternativa; Yates, Mankiewicz y Ladd estuvieron de acuerdo y Cosby aceptó el papel. El presupuesto ajustado significaba que los actores potenciales para los papeles principales tenían que aceptar el pago diferido. El papel de la protagonista femenina se le ofreció a Valerie Perrine, pero ella no aceptó el pago diferido, por lo que se eligió a Raquel Welch en su lugar.

## Recepción
Según Tom Mankiewicz, la película se hizo por alrededor de $ 3 millones y recaudó $ 17 millones.
Se hizo referencia a Mother, Jugs & Speed en la película Relative Strangers de 2006 varias veces, sobre todo durante la escena del juego de Charadas.
Mother, Jugs & Speed fue calificado en M en Nueva Zelanda y Australia, donde anteriormente fue calificado como PG.
Mother Jugs & Speed recibió críticas mixtas. En Rotten Tomatoes, la película tiene una calificación del 50% según 16 reseñas.